# Лживость
Лжи́вость — форма поведения, характеризуемая систематическим сознательным стремлением создать у других неправильное впечатление о фактах и событиях для извлечения выгод или для предотвращения негативных последствий. Лживость противоречит общечеловеческим нормам, следующим из необходимости иметь верное представление об окружающей действительности. Не являются лживостью искажённые представления, связанные с недостатком навыков мышления или с его недостаточным развитием.
Лживость, закреплённая как привычная модель поведения, может трансформироваться в качество личности. Лживость противопоставляется честности и правдивости. Также лживость обозначает степень ложности чего-либо.
Лживость может быть присуща общественным группам в ситуациях взаимной враждебности, подозрительности, а также конкуренции.
Лживость изучается психологами, философами, социологами, юристами.
Психологами отмечены гендерные отличия лживости: в выборке у мужчин лживость проявлялась в высказываниях собственного мнения, стремлении предстать в лучшем свете, искажении эмоциональных реакций; у женщин лживость акцентирована на достижении общественно значимого результата и более дифференцирована, чем мужская.